# Лукас, Август
Георг Фридрих Август Лукас (нем. Georg Friedrich August Lucas; 7 мая 1803, Дармштадт — 28 сентября 1863, Дармштадт) — немецкий художник-романтик и график.

## Биография
Родился в семье портного. Окончил дармштадтскую гимназию Людвига-Георга. Первые уроки рисования получил в художественной школе при местном музее, затем, начиная с 1825 года учился а мюнхенской Академии искусств. В том же году совершил совместно с Даниэлем Фором путешествие в Бернские Альпы, после чего вернулся в Дармштадт, чтобы продолжить обучение рисунку уже самоучкой. В октябре 1829 года художник, получив стипендию великого герцога Гессен-Дармштадта, уезжает на обучение в Италию, через Милан в Рим, где находится вплоть до 1834 года. Из Рима совершил поездки в Альбанские и Сабинские горы, где увлёкся изображением местной природы. В Италии познакомился с художником Йозефом Кохом, с которым поддерживал добрые отношения и в будущем. В 1832 году совершил поездку на юг страны, в Неаполь, Сорренто и на Капри. К 1834 году, впрочем, Лукас заболевает и начинает ощущать финансовые трудности.
Вернувшись на родину, в 1834—1850 годы проживал и работал в Дармштадте. Здесь он пишет многочисленные пейзажи по привезённым из Италии эскизам; также создаёт изображения окрестностей родного города. С 1941 года преподавал живопись в двух местных школах. В 1850 году художник вновь совершил поездку в Рим. Вернувшись, он расписал Торжественный зал в созданном архитектором Георгом Моллером в Дармштадте «Доме Объединённых сообществ» (разрушен в годы Второй мировой войны). В 1861 году основал Дармштадтское художественное общество.
Как живописец и график известен в первую очередь как пейзажист и мастер портретного рисунка.

## Галерея

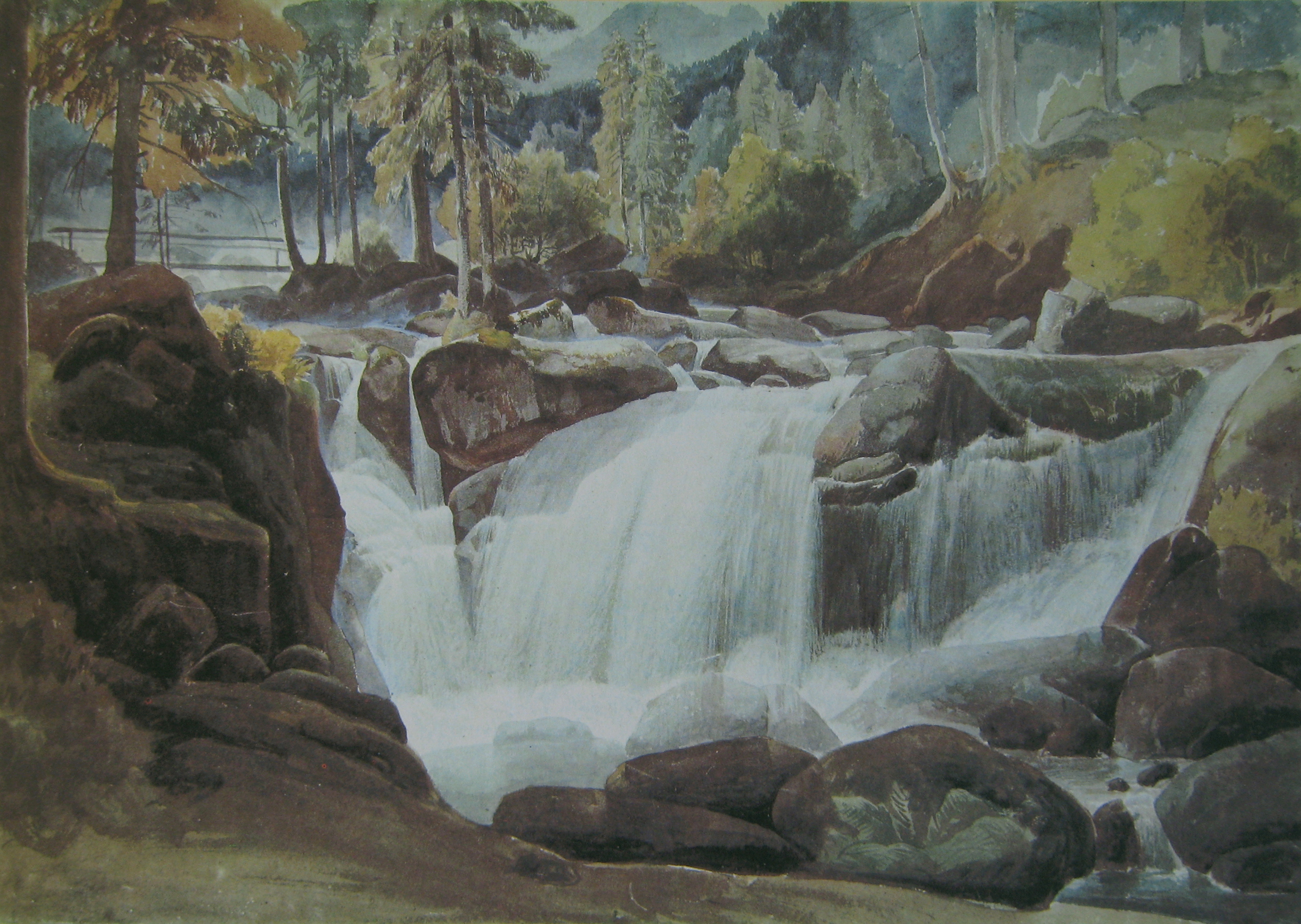
Горный пейзаж, 1825
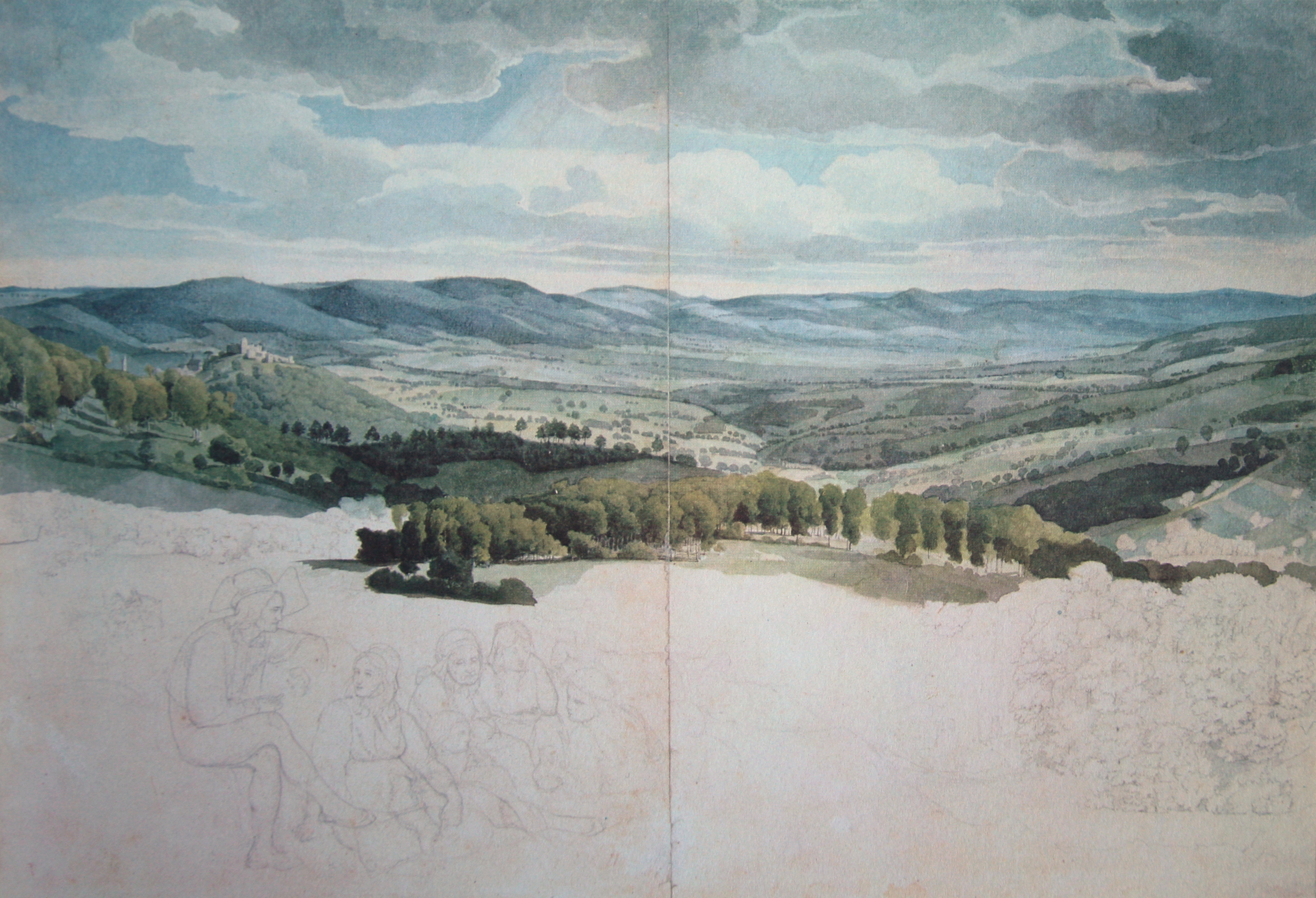
Долина Линденфельс, 1829
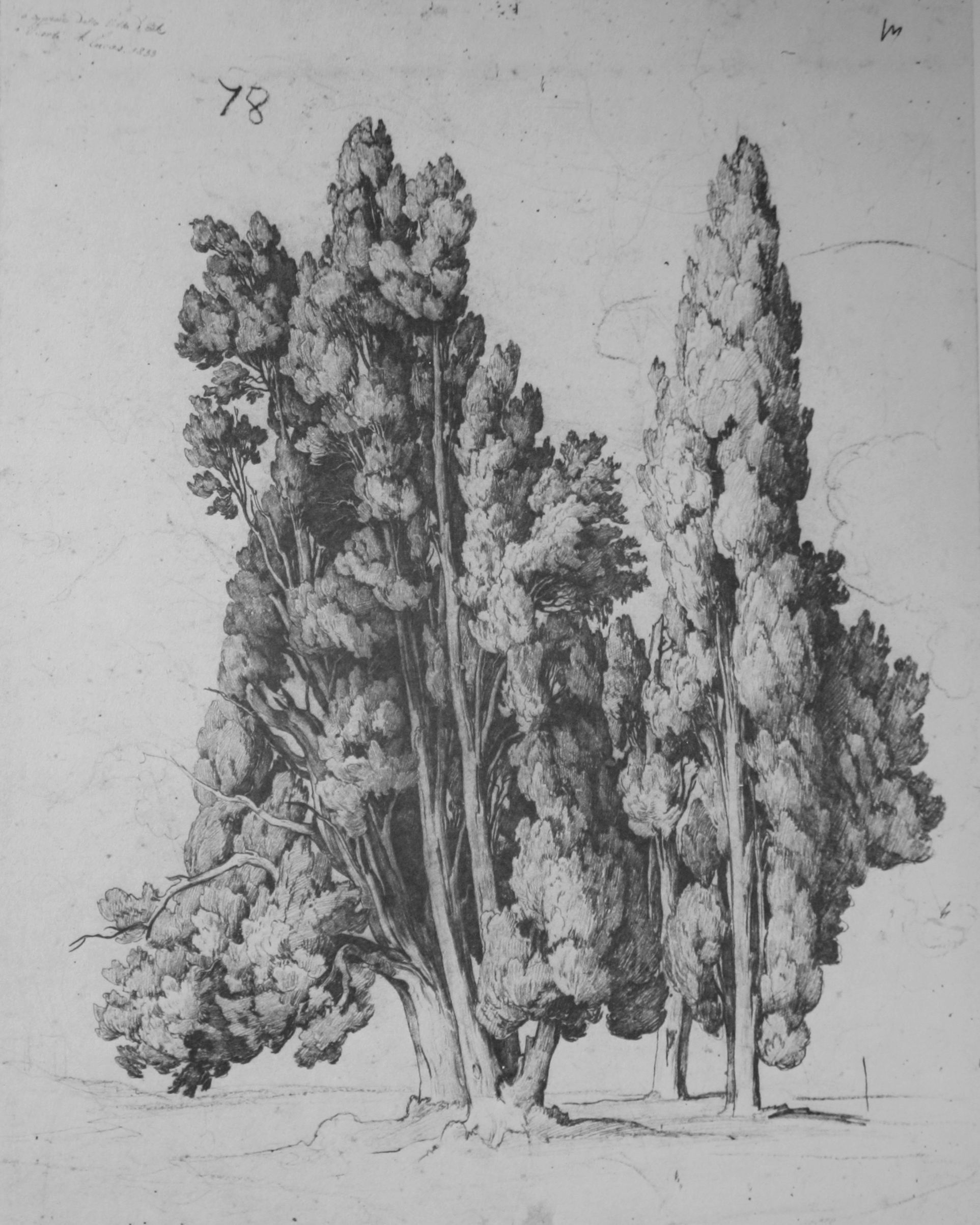
Кипарисы на Вилле д'Эсте, 1833
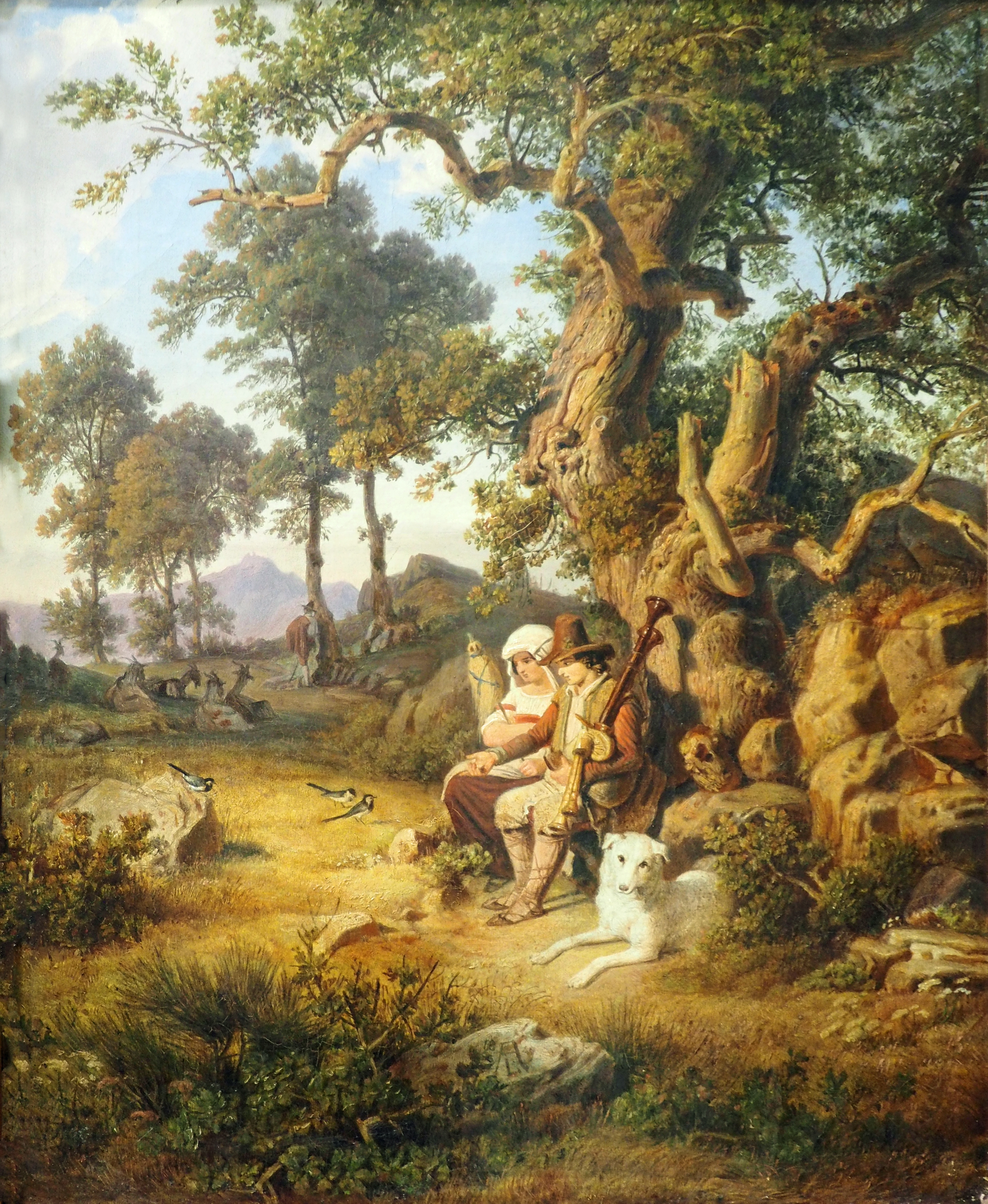
Пейзаж на серпентине близ Олевано, 1840

## Выставки
- 2013: August Lucas — Wer Engel sucht, Museum Künstlerkolonie Darmstadt, Darmstadt[5]